# کریکت زنان

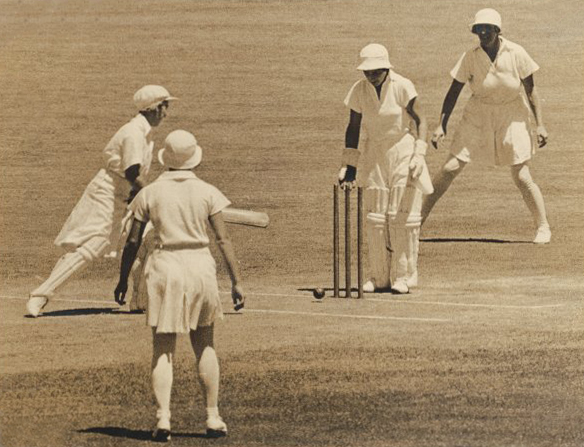
نمایی از کریکت بانوان

کریکت بانوان (انگلیسی: Women's cricket) گونه‌ای از ورزش تیمی کریکت است که توسط زنان بازی می‌شود. نخستین بازی که به ثبت رسیده در ۲۶ ژوئیه ۱۷۴۵ در انگلند بوده است.